# Stade Delorimier
Le stade Delorimier est un stade de baseball et de football canadien à Montréal, Québec, inauguré en 1928 et démoli en 1965

## Description

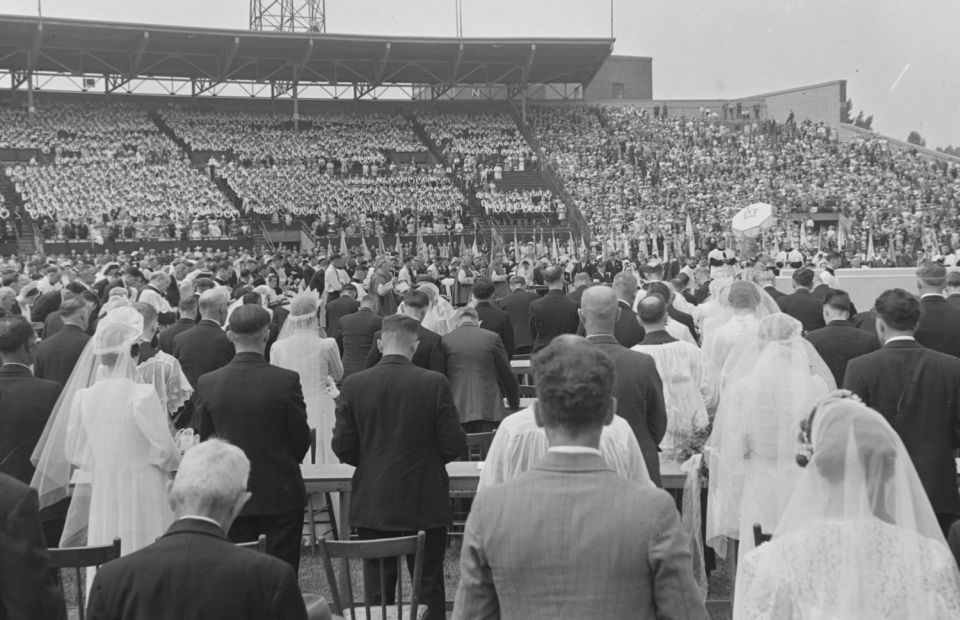
Noces collectives organisées par le Mouvement de la Jeunesse ouvrière catholique en 1939

Le stade Delorimier était situé au 2101 rue Ontario Est, à l'angle de l'avenue de Lorimier, où est aujourd'hui sise l'école Pierre-Dupuy et les terrains de football (soccer) lui appartenant, ainsi que le Parc des Royaux.
Le stade Delorimier fut le domicile des Royaux de Montréal, une équipe de la Ligue internationale de baseball qui fut notamment pendant de nombreuses années le club-école des Dodgers de Brooklyn de la Ligue majeure de baseball. La première équipe professionnelle où joua Jackie Robinson avant de briser la barrière raciale aux États-Unis fut les Royaux de Montréal en 1946. Pour cette raison, une plaque commémorative se trouve maintenant à l'angle des rues Ontario et de Lorimier à un endroit nommé Place des Royaux.
Le 30 octobre 1951, eut lieu la visite de la princesse Elizabeth d'Angleterre et du duc d'Edimbourg.
Les Alouettes de Montréal de la Ligue canadienne de football ont aussi évolué au stade Delorimier.

## Galerie d'images

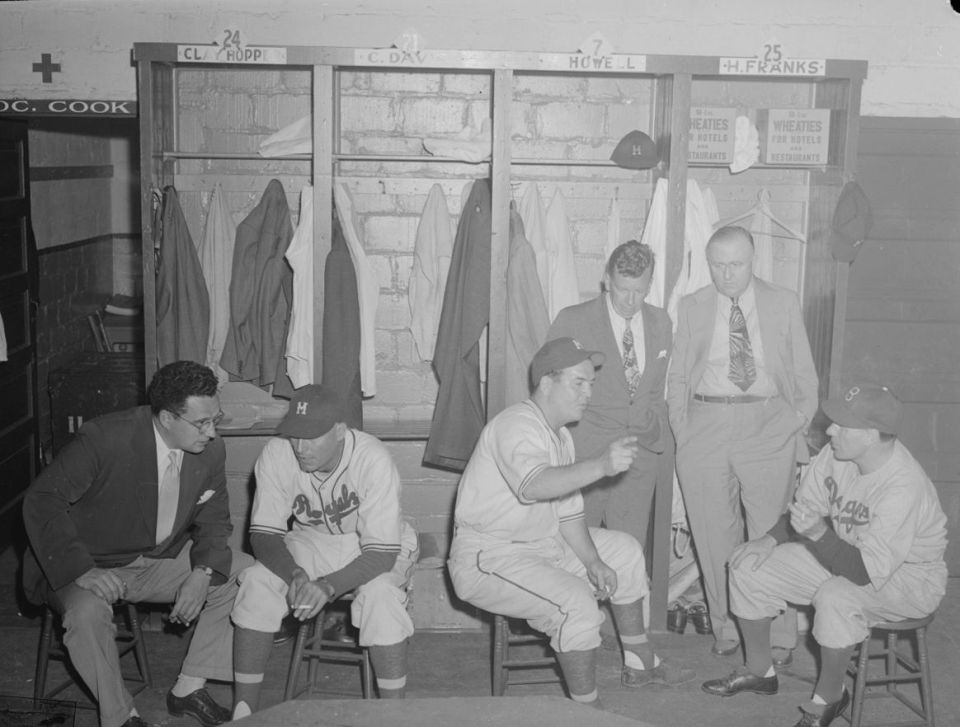
Deux joueurs des Royaux de Montréal et un joueur des Dodgers de Brooklyn assis sur des tabourets dans le vestiaire, avec trois autres hommes en costume, en 1946.
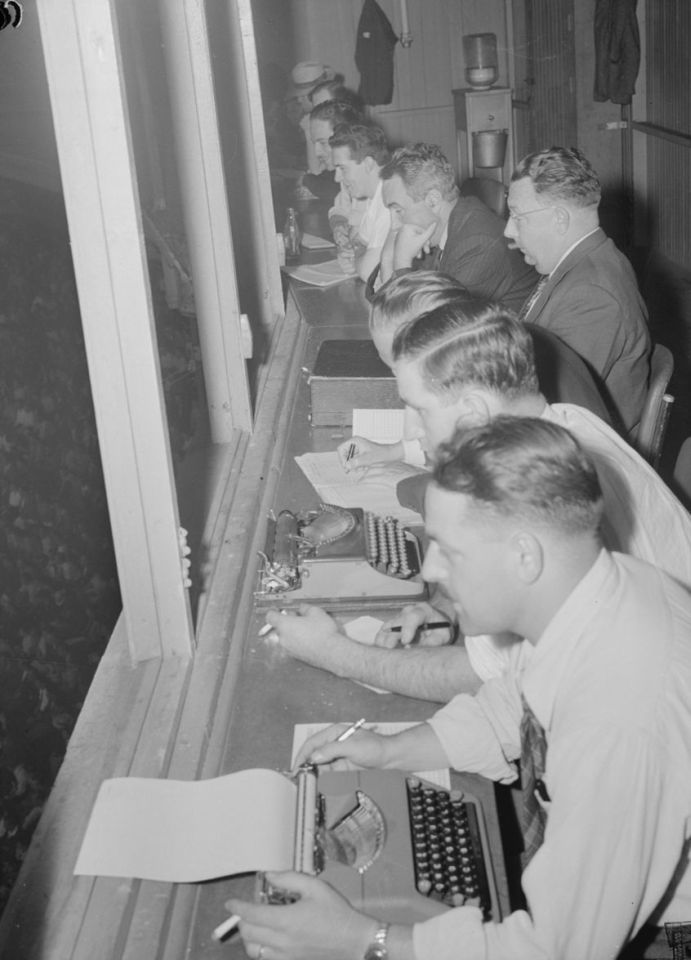
Des journalistes dans la tribune de presse du stade durant une partie de baseball, en 1946.
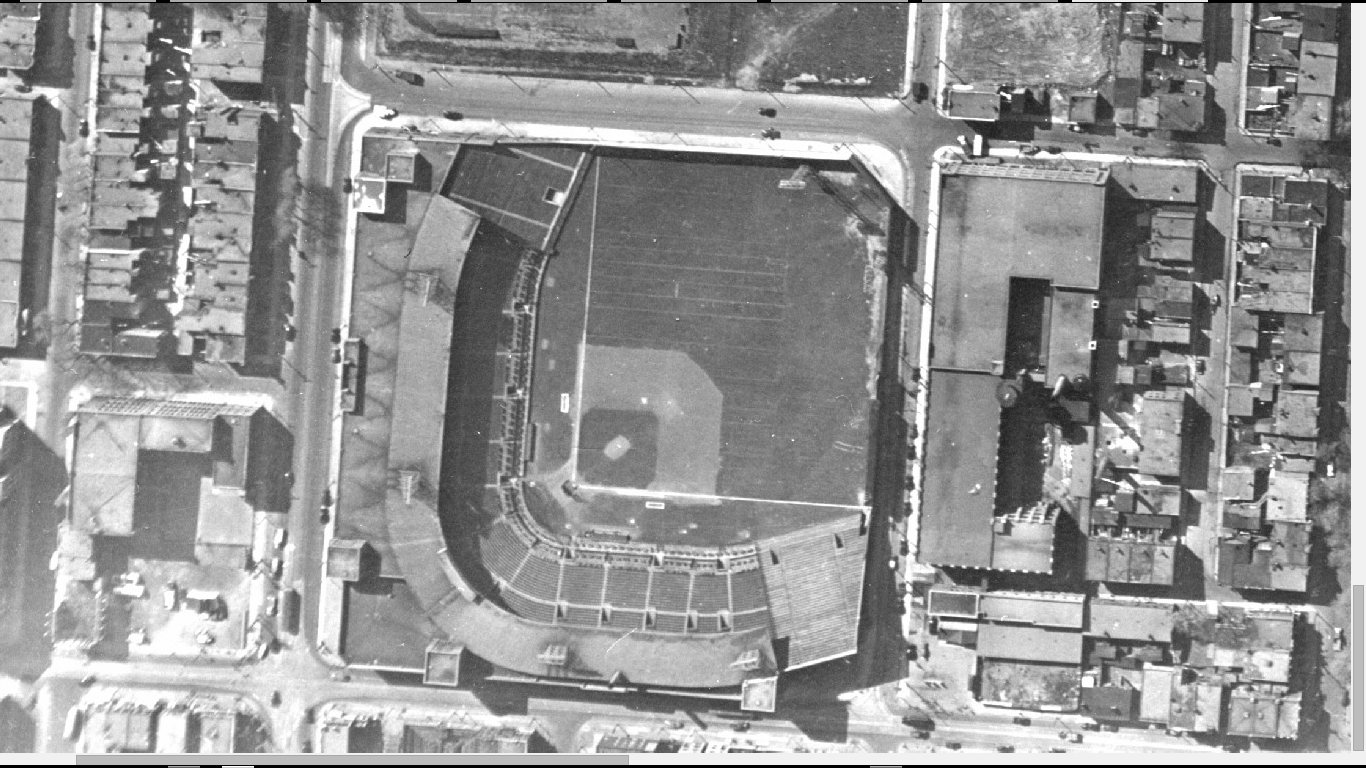
Vue aérienne du Stade tiré des archives de la Ville de Montréal, vers 1947
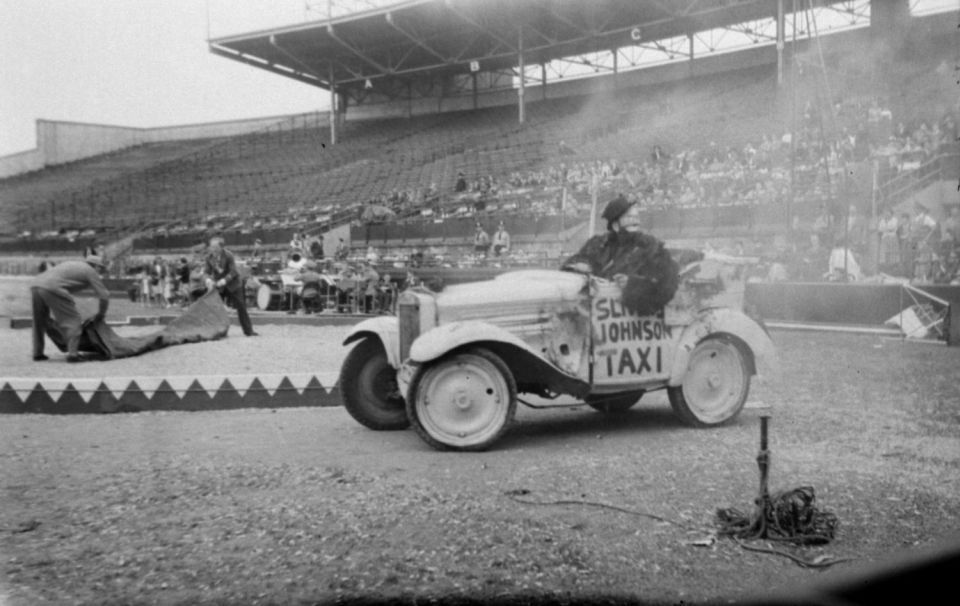
Un clown en décapotable lors d'un spectacle de cirque présenté au stade, en 1948
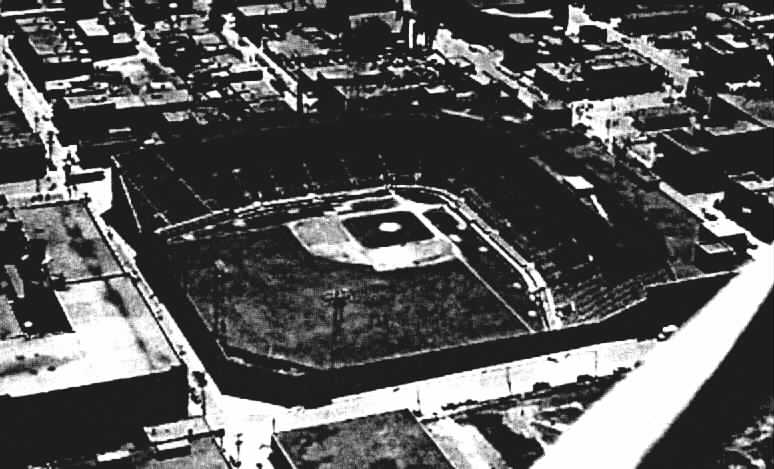
Le stade Delorimier vu du ciel, vers 1950.